# Geschichte der Nachrichtenübermittlung

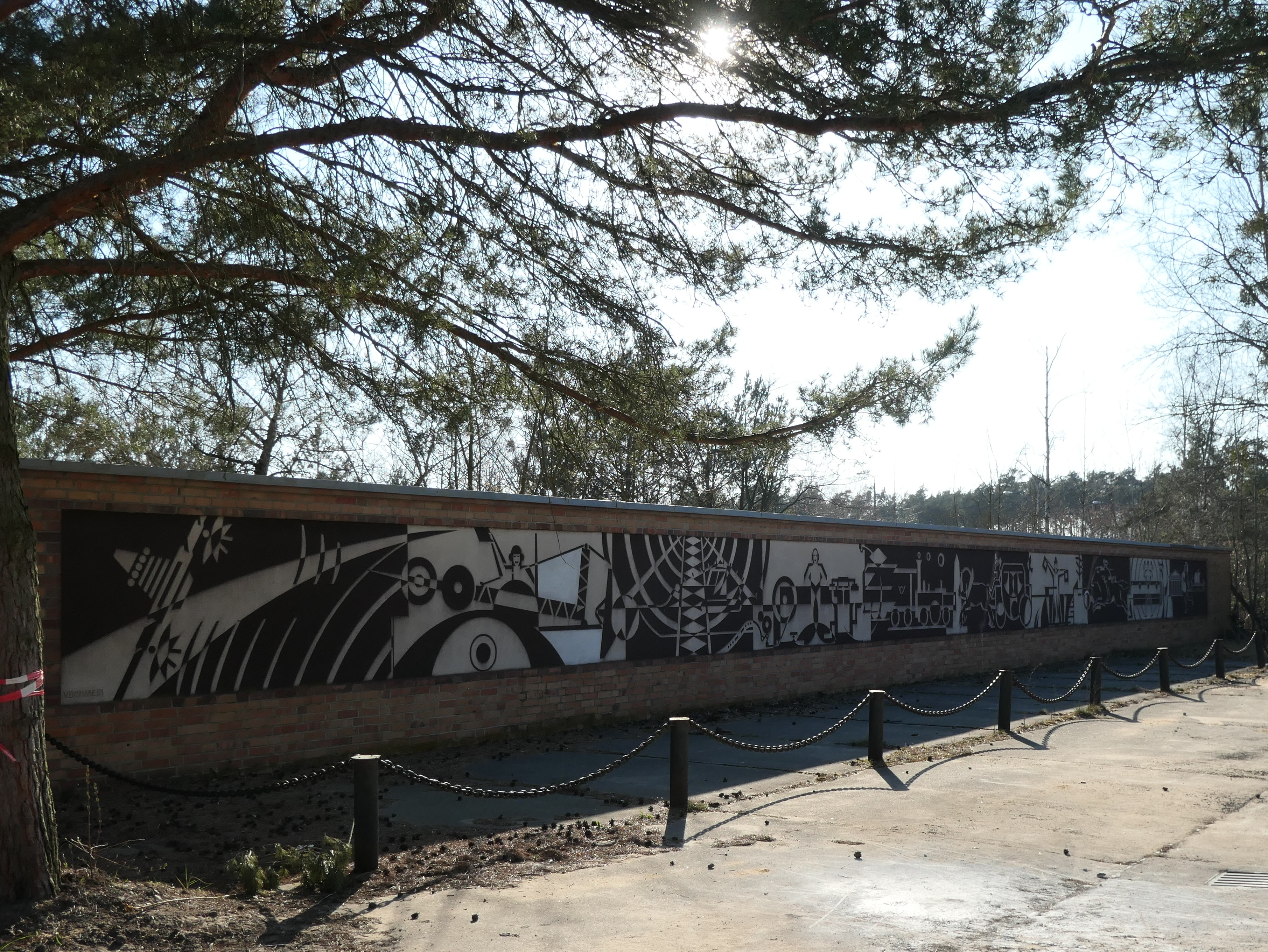
Die Mauer mit dem Bilderzyklus

Geschichte der Nachrichtenübermittlung ist ein Wandbild an der Mauer einer früheren Kaserne in Ludwigsfelde. Das von Volkhard Böhme geschaffene Werk entstand 1981 und zeigt in zehn Teilen die historische Entwicklung der Nachrichtenübertragung von der Antike bis zur damaligen Zeit. Das Bild steht unter Denkmalschutz.

## Lage
Die Mauer befindet sich an der Neckarstraße 50 im Westen der Stadt Ludwigsfelde, etwa anderthalb Kilometer vom Stadtzentrum entfernt. Sie steht auf der Südseite der Straße, das Wandbild zierte die äußere Seite der Begrenzungsmauer. An sie schließt sich das frühere Kasernengelände an, auf dem (Stand April 2020) Wohnhäuser entstehen.

## Geschichte

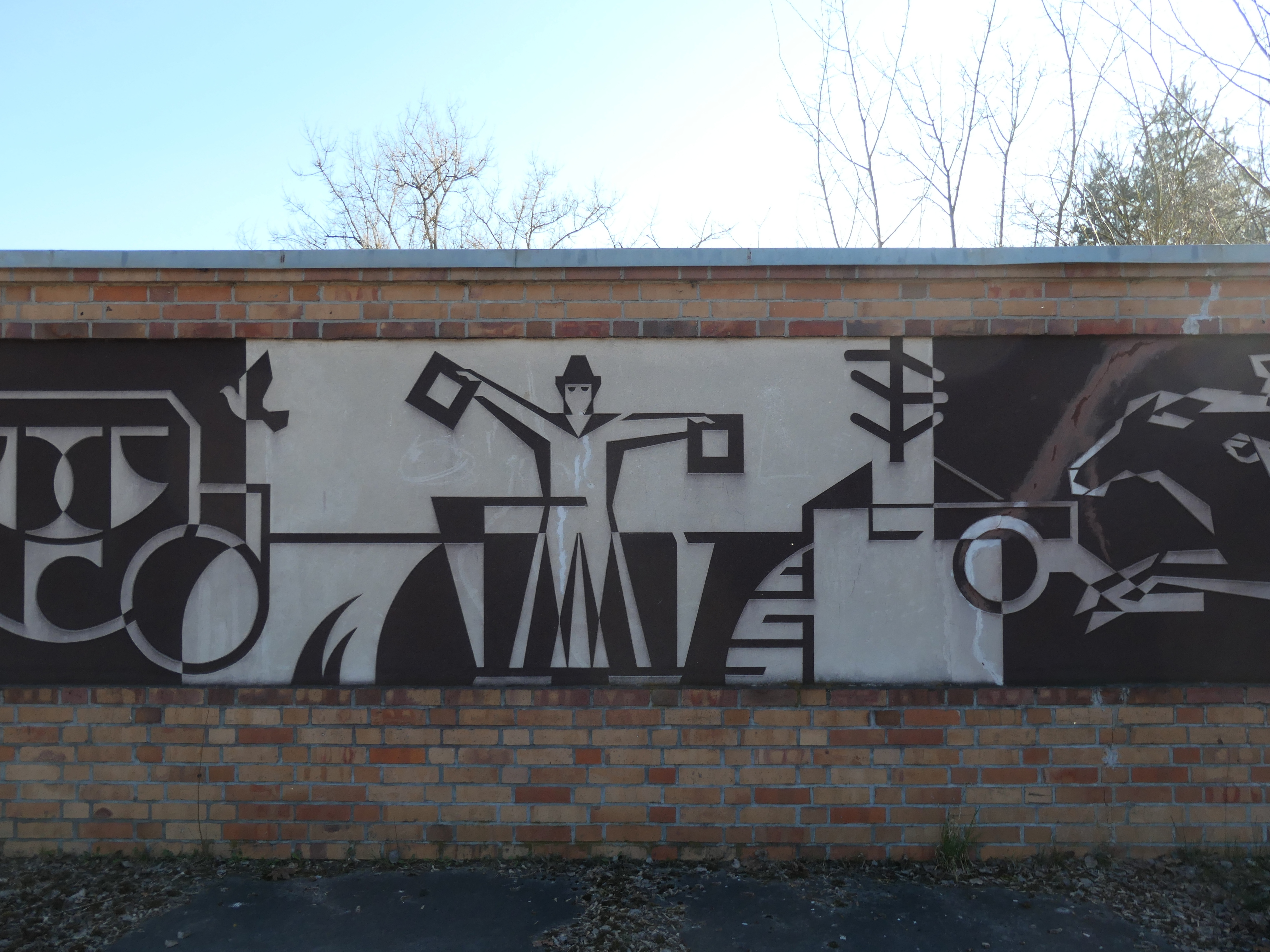
Bild 4

Mitte der 1970er Jahre wurde Ludwigsfelde zu einem Standort der Nationalen Volksarmee. Auf dem Areal an der heutigen Neckarstraße zog das Richtfunkregiment 2 „Konrad Wolf“ ein. Auf dem Gelände entstanden diverse Unterkunfts-, Ausbildungs- und Wirtschafts- sowie Lagerräume und ein Garagenkomplex. 1981 wurde die Mauer am Kaserneneingang vom Ludwigsfelder Künstler Volkhard Böhme gestaltet. Es entstand eine Serie aus zehn Bildern, die im thematischen Bezug zum Richtfunkregiment die „Geschichte der Nachrichtenübermittlung“ behandeln.
Nach der deutschen Wiedervereinigung wurde das Areal bis 1994 von der Bundeswehr genutzt. Bis 2006 wurde das Gelände von der städtischen Wohnungsgesellschaft verwaltet. 2009 wurde beschlossen, das Gelände der früheren Kaserne zu einem Wohnpark umzuwandeln. Ein Großteil der Kasernenbauten wurden abgerissen, die Mauer mit den Bildern blieb erhalten. 2014 erklärte der Besitzer des Areals, ihm wäre von einem Museum in Russland eine sechsstellige Summe für das Kunstwerk geboten worden, er habe jedoch dieses Angebot abgelehnt. Die Stadt Ludwigsfelde bekundete damals Interesse, die Mauer mit den Bildern an einem zentraleren Platz im Ort aufzustellen, jedoch blieb unklar, wie das Werk zu transportieren sei.
Nachdem das frühere Kasernengelände an einzelne Bauinvestoren verkauft worden war, gab es Ende 2018 erneut Spekulationen über einen bevorstehenden Abriss. Dem Vorbesitzer war vom 2015 verstorbenen Bürgermeister zugesichert worden, sich um einen Denkmalschutzes für das Werk zu bemühen, jedoch war es bis dahin nicht dazu gekommen. Ein Transport an einen anderen Standort kam wegen der mittlerweile erkannten Schäden an der Mauer nicht mehr in Frage.
Anfang 2019 wurde das Werk unter Denkmalschutz gestellt.

## Aufbau

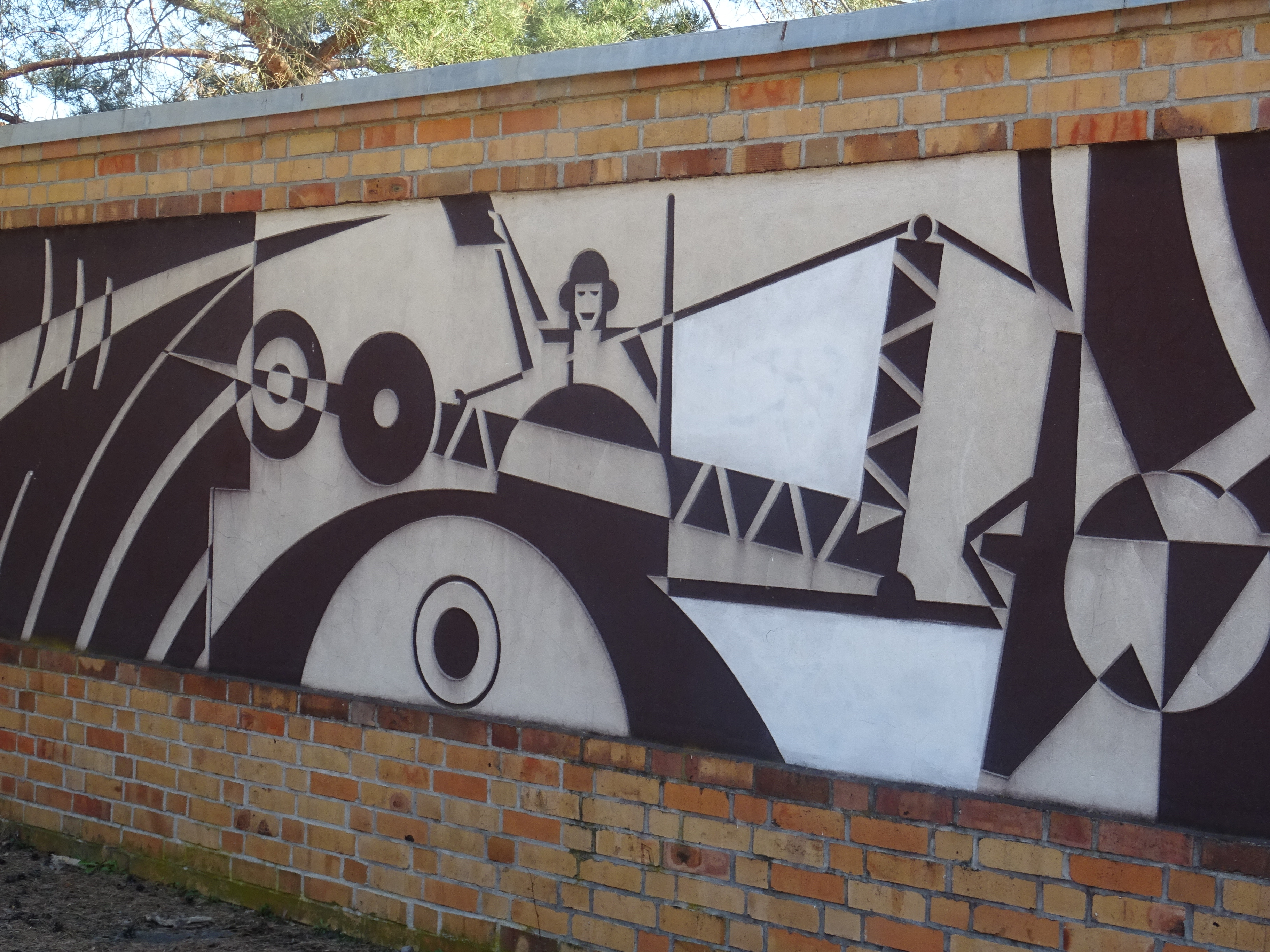
Bild 9

Auf der Kasernenmauer entstand auf einer Gesamtlänge von 30 Metern eine Serie aus zehn Bildern, die im thematischen Bezug zum Richtfunkregiment die „Geschichte der Nachrichtenübermittlung“ behandeln. Die Darstellung gilt aus heutiger Sicht als politisch neutral.
Die zehn Bilder sind in Sgraffito-Technik ausgeführt, abwechselnd mit hellem und dunklen Hintergrund mit Übergangslinien zwischen den Bildern. Sie stellen in historischer Reihung von rechts nach links verschiedene Formen der Nachrichtenübermittlung dar (laufender Bote in der Antike, Trommler, Reiter, Winksignale, Postkutsche, Eisenbahn mit Postwagen, Fernschreiber, Sendemast, Funker, Satellitentechnik).
Denkmalgeschützt sind neben dem Wandbild auch die Einfriedung an sich und ein Pförtnerhäuschen. Eine vier Meter lange Rolle mit dem Entwurf des Bildes befindet sich im Museum der Stadt Ludwigsfelde.